# 카메하메하 1세
카메하메하 1세(하와이어:Kamehameha I, 1758년 ~ 1819년 5월 8일), 또는 카메하메하 대왕(영어: Kamehameha the Great)은 하와이 왕국의 초대 국왕으로, 하와이 제도에 최초로 통일된 국가를 세운 군주이다.

## 생애
1778년에 제임스 쿡 선장이 유럽인으로서는 처음으로 하와이 제도에 도래하였을 때, 그는 당시 그가 속해있던 부족의 추장이던 할아버지 칼라니오프의 명령으로 제임스 쿡 선장을 만났고, 그에게서 영어를 배우고 영국의 많은 유용한 기술을 익혔다. 그러나 제임스 쿡의 부하들 중 한 사람이 현지 주민과 불화를 일으킨 것 때문에, 영국 선원들과 원주민들 간에 무력분쟁이 발생하였다. 결국, 제임스 쿡 선장이 전사하고, 영국인 선원들이 패퇴하여 하와이 제도를 떠나자, 카메하메하는 그의 장례를 하와이 전통방식에 따라 정중히 치르도록 명령했다. 그리고 포로로 붙잡힌 영국 선원들을 군사 고문으로 임명하고, 유럽의 문물을 적극적으로 수용하기로 한다. 1782년에 할아버지인 칼라니오프 추장이 사망하자 즉시 추장직을 계승하였고, 이후 대포와 총 따위의 우수한 무기를 기반하는 강력한 무력에 힘입어 하와이 제도 내의 여러 섬들을 정복하는 일에 착수하였다. 결국 1795년에는 하와이 제도 전체에서 가장 강력한 정복자가 된 그는 오아후섬의 와이키키에 새로운 수도를 건설하고 하와이 왕국의 건국을 선포하고 그 초대 군주가 된다. 1810년에는 하와이 제도 전체를 통일하였고, 영국식 성문법과 하와이 제도 원주민들의 관습에 기초한 성문 법률을 제정하였다.